# Константин Безрукий
Константи́н Безру́кий (2-я половина XIII века) — князь полоцкий в 1250-е годы, князь витебский в 1260-е годы. 

## Биография
Из-за недостатка источников относительно личности и происхождения Константина в литературе существует множество самым разнообразных гипотез. Согласно одной из них, Константин был сыном полоцкого князя Брячислава Васильковича, другой — сыном Товтивила, третьей — герсикского князя Всеволода, четвёртой — полоцкого князя Владимира или смоленского Давида Ростиславовича. Иногда его отождествляли с князем Изяславом, а иногда принимали за христианское имя Товтивила. 
Прозвище «Безрукий» упоминается в «Наставлении» князю Константину полоцкого (позже тверского) епископа Симеона.
Как полоцкий князь передал часть владений в Латгалии Ливонскому ордену. Вероятно, враждовал с полоцким епископом Симеоном. В конце 1250-х годов потерял власть в Полоцке, князем стал Товтивил. Однако, по мнению А. В. Кузьмина, полоцкий князь Константин и Константин Безрукий — разные князья. Согласно выводам Кузьмина, полоцкий князь Константин умер между 23 мая 1254 года и ок. 1258 года.
Согласно Василию Воронину, Константин, скорее всего, происходил из династии смоленских князей. В этом случае Константин Безрукий мог быть одним лицом с Константином — сыном смоленского князя Ростислава Мстиславича, родоначальника Нетшиных. В пользу данного предположения говорит тот факт, что в Холмогорской летописи витебский князь Константин указан с отчеством Борисович, а крестильным именем Ростислава Мстиславича, отца Константина Ростиславича, было Борис.
Некоторое время Константин (возможно, речь идёт о другом Константине) находился в Новгороде Великом, где имел свой двор. В 1262 и 1268 году совместно с другими русскими князьями участвовал в походах на Юрьев и Раковор. Позже был князем в Витебске. Последний раз он упоминается в 1292 году, когда с тремя другими представителями великого князя владимирского Дмитрия Александровича участвовал в переговорах с крестоносцами.

## Потомство
Если верна гипотеза об идентификации Константина Безрукого и смоленского князя Константина Ростиславича, то женой его была Евдокия, дочь великого князя Владимирского Александра Ярославича Невского. Известно, что Константин имел двоих сыновей, одним из которых был Михаил, впоследствии князь витебский. Имя второго сына не упоминается, о нём известно, что он обманул в Витебске 13 изроев рижского купца Ильбранта, о чём тот пожаловался в рижский магистрат. Этим сыном мог быть известный по родословным князь Фёдор Констанинович, отец Александра Нетши — родоначальника дворян Нетшиных, утративших княжеский титул.